# Bela Šefer
Bela Šefer (Újvidék, 1899. szeptember 11. – Újvidék, 1971. július 14.) jugoszláv válogatott labdarúgó, csatár.

## Pályafutása

### Klubcsapatban
1924-ben az Újvidéki AC játékosaként egy mérkőzésen szerepelt a jugoszláv labdarúgó-válogatottban. Később futballozott a szintén újvidéki Juda Makabi Novi Sad csapatában is. 1971. július 14-én hunyt el Újvidéken.

### A válogatottban
Egy mérkőzésen szerepelt a jugoszláv labdarúgó-válogatottban; 1924. február 10-én egy Ausztria elleni barátságos mérkőzésen lépett pályára.

## Statisztika

### Mérkőzése a jugoszláv válogatottban
| Jugoszlávia | Jugoszlávia       | Jugoszlávia                | Jugoszlávia | Jugoszlávia | Jugoszlávia | Jugoszlávia | Jugoszlávia | Jugoszlávia |
| #           | Dátum             | Helyszín                   | Hazai       | Eredmény    | Vendég      | Kiírás      | Gólok       | Esemény     |
| ----------- | ----------------- | -------------------------- | ----------- | ----------- | ----------- | ----------- | ----------- | ----------- |
| 1.          | 1924. február 10. | Zágráb, Stadion Concordije | Jugoszlávia | 1 – 4       | Ausztria    | barátságos  | -           |             |
|             | Összesen          |                            |             | 1           | mérkőzés    |             | 0           | gól         |